# 松山庄
松山庄（日语：／ Matsuyama Shō）為臺灣日治時期1920至1938年間存在之行政區，轄屬臺北州七星郡，在1938年4月1日廢庄併入臺北市。大致為今日臺北市松山區及信義區，少部分位於大安區、中山區、內湖區。

## 行政區劃
松山地區在清治時期及日治時期初期屬大加蚋堡的街庄，在1895年6月隸屬「臺北縣直轄」，在1897年7月1日隸屬「臺北辨務署」。1901年11月11日，臺灣的行政區劃改為二十廳，松山地區隸屬「臺北廳錫口支廳」。1901年12月17日，臺北廳劃分為39個區，松山地區劃為第3、5、6區。1904年4月1日，大加蚋堡實施街庄整併。1905年4月19日，臺北廳錫口支廳的，東勢庄改為「頂東勢庄」，里族庄改為「舊里族庄」，以區別臺北廳下其他同名的庄。1906年1月1日，臺北廳改設置以地名稱呼的28個區，松山地區劃為錫口區。此時的街庄如下：
- 大加蚋堡：錫口街、中陂庄、五份埔庄、三張犂庄、興雅庄、頂東勢庄、下塔悠庄、上塔悠庄、舊里族庄[5]

1920年10月1日，原堡里之行政區廢除，街庄改為大字；前述9街庄合併為臺北州七星郡「松山庄」，轄域內分為松山、頂東勢、下塔悠、上塔悠、舊里族、中坡、五分埔、三張犁、興雅等9個大字。1938年4月1日，松山庄併入臺北市後，此地設有台北市役所松山出張事務所。1945年12月國民政府接收時，松山出張事務所管轄範圍沒有改變。
1946年2月8日臺北市設松山區時，轄域是上述9個大字，再加上原本不屬於松山庄的中崙。1990年3月12日臺北市由16區重劃為12區時，縱貫鐵路以南的中坡、五分埔、三張犁、興雅自松山區劃出，與六張犁東半部組成信義區，興雅光復南路以西部分再分出併入大安區。1994年5月因應基隆河截彎取直調整區界，下塔悠北部被劃入中山區、舊里族東部被劃入內湖區。
| 1901年 | 1901年                    | 1906年   | 1906年   | 1920年-1938年 | 1920年-1938年 | 1946年 | 1990年         |
| 區     | 街庄                      | 區       | 街庄     | 街庄          | 大字          | 區     | 區             |
| ------ | ------------------------- | -------- | -------- | ------------- | ------------- | ------ | -------------- |
| 第6區  | 錫口街                    | 錫口區   | 錫口街   | 松山庄        | 松山          | 松山區 | 松山區         |
| 第6區  | 東勢庄                    | 錫口區   | 頂東勢庄 | 松山庄        | 頂東勢        | 松山區 | 松山區         |
| 第6區  | 里族庄                    | 錫口區   | 舊里族庄 | 松山庄        | 舊里族        | 松山區 | 松山區         |
| 第3區  | 下塔悠庄                  | 錫口區   | 下塔悠庄 | 松山庄        | 下塔悠        | 松山區 | 松山區         |
| 第3區  | 上塔悠庄                  | 錫口區   | 上塔悠庄 | 松山庄        | 上塔悠        | 松山區 | 松山區         |
| 第5區  | 中陂庄、永春陂庄 (部分)   | 錫口區   | 中陂庄   | 松山庄        | 中坡          | 松山區 | 信義區         |
| 第5區  | 五份埔庄、永春陂庄 (部分) | 錫口區   | 五份埔庄 | 松山庄        | 五分埔        | 松山區 | 信義區         |
| 第5區  | 三張犁庄                  | 錫口區   | 三張犁庄 | 松山庄        | 三張犁        | 松山區 | 信義區         |
| 第5區  | 車罾庄、興雅庄            | 錫口區   | 興雅庄   | 松山庄        | 興雅          | 松山區 | 信義區、大安區 |
| 第4區  | 六張犁庄                  | 古亭村區 | 六張犁庄 | 臺北市        | 六張犁        | 大安區 | 信義區、大安區 |
| 第3區  | 中崙庄                    | 大龍峒區 | 中崙庄   | 臺北市        | 中崙          | 松山區 | 松山區         |

## 庄長
| 任數 | 姓名         | 肖像 | 出身 | 就任       | 離任         |
| ---- | ------------ | ---- | ---- | ---------- | ------------ |
| 1    | 陳茂松       |      | 台北 | 1920年12月 | 1925年       |
| 2    | 陳復禮       |      | 台北 | 1925年     | 1930年       |
| 3    | 五十嵐喜一郎 |      | 新潟 | 1930年     | 1933年       |
| 4    | 中村安藏     |      | 熊本 | 1933年     | 1938年4月1日 |

## 松山庄協議員名單

### 第一屆
- 民選：陳木、陳梧杜、佐藤政勝、許金定、徐春鄉、朱連興、詹財
- 官選：芝崎定、稅所重雄、陳好仁、陳復禮、中島清四、陳茂松、蔡石頭

## 交通
- 鐵路
  - 縱貫線：松山驛
  - 松山發電所線：發電所驛、飛行場驛

- 機場
  - 台北飛行場

## 設施
- 松山庄役場
- 松山郵便局
- 七星郡警察課松山分室
- 臺灣總督府養神院
- 松山尋常小學校（今興雅國小）
- 松山公學校（今松山國小）
- 西松山公學校（今西松國小）
- 臺北水道松山出張所
- 臺灣煉瓦株式會社松山出張所
- 臺灣運輸株式會社松山營業所
- 國際通運株式會社松山出張所
- 日東商船組松山出張所
- 臺灣倉庫株式會社松山出張所
- 臺灣電力株式會社松山散宿所、松山火力發電所
- 松山信用購買販賣利用組合（今松山區農會）
- 和興炭坑公司
- 復記炭礦事務所
- 松山藥品製造所
- 臺灣電氣鑄鋼所[8]